# Александрувка (Зволенський повіт)
Александрувка (пол. Aleksandrówka) — село в Польщі, у гміні Полічна Зволенського повіту Мазовецького воєводства.
Населення — 79 осіб (2011).
У 1975-1998 роках село належало до Радомського воєводства.

## Демографія
Демографічна структура станом на 31 березня 2011 року:
|          | Загалом | Допрацездатний вік | Працездатний вік | Постпрацездатний вік |
| -------- | ------- | ------------------ | ---------------- | -------------------- |
| Чоловіки | 38      | 8                  | 24               | 6                    |
| Жінки    | 41      | 7                  | 22               | 12                   |
| Разом    | 79      | 15                 | 46               | 18                   |